# Tarenna longifolia
Tarenna longifolia là một loài thực vật có hoa trong họ Thiến thảo. Loài này được (Miq.) Ridl. miêu tả khoa học đầu tiên năm 1923.